# Luigi Giuseppe di Borbone-Francia
Luigi Giuseppe Saverio Francesco di Borbone, delfino di Francia (Versailles, 22 ottobre 1781 – Meudon, 4 giugno 1789), era il secondo figlio, il primo maschio, di Luigi XVI, re di Francia, e di Maria Antonietta d'Asburgo-Lorena.

## Biografia

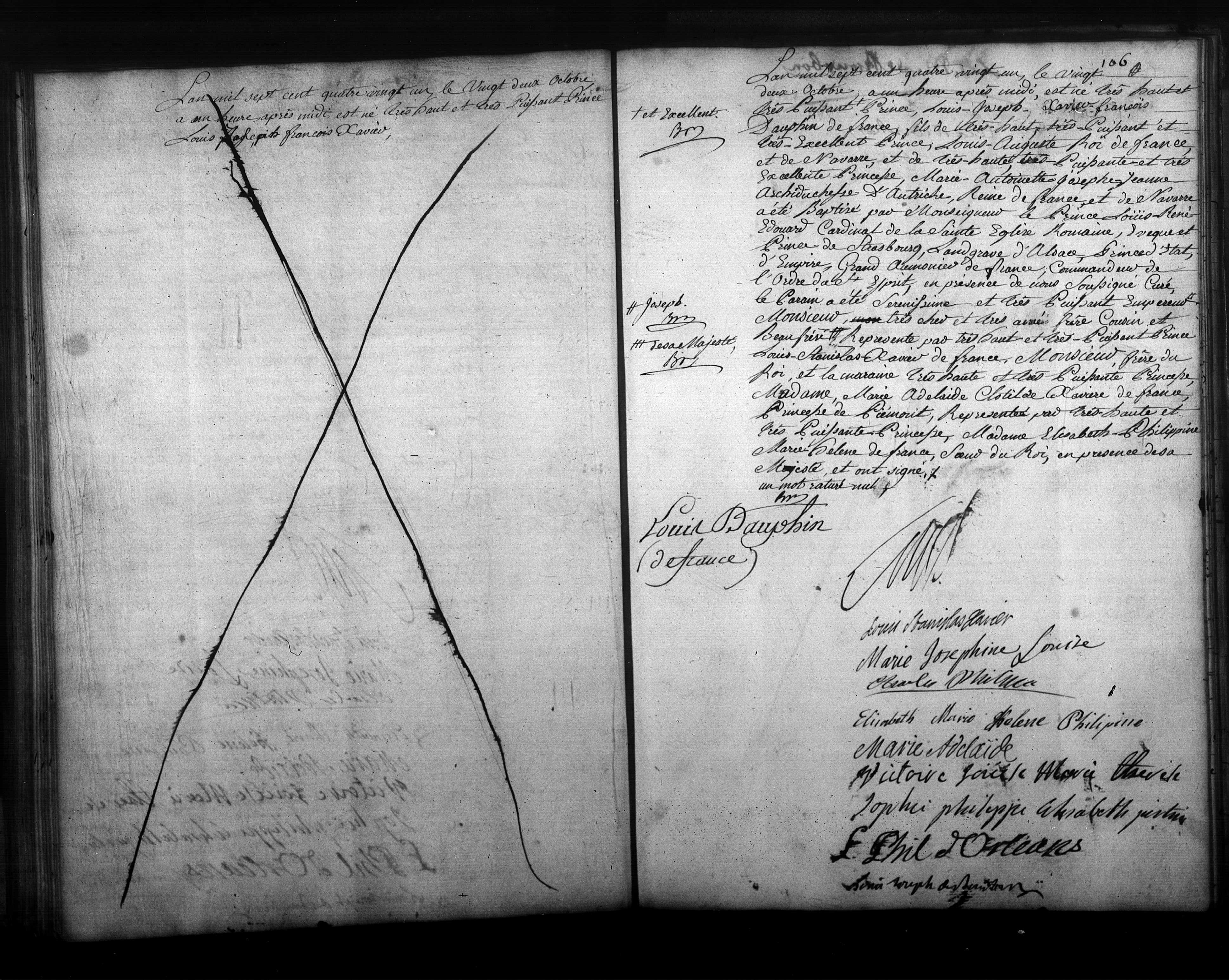
Atto di nascita di Luigi Giuseppe.

Luigi Giuseppe nacque nella reggia di Versailles il 22 ottobre 1781, primo figlio maschio, dopo la sorella Maria Teresa Carlotta, nata due anni prima, del re Luigi XVI e della regina Maria Antonietta. La nascita del bambino, avvenuta ben undici anni dopo le nozze della coppia reale, fu accolta dalla nazione con grandi festeggiamenti. L'evento inoltre rafforzò la posizione a corte di Maria Antonietta, che aveva così adempiuto agli obblighi dinastici richiesti a una regina di Francia. La nascita tardiva di Luigi Giuseppe rattristò la famiglia reale, deludendo le speranze del conte di Provenza, che perse così il suo status di erede al trono. Dal punto di vista dei testi, la canzone tratta di questo evento, come la nascita di sorella maggiore, Maria Teresa, che ha due estremi, ma in generale tutti sono felici di questa nascita. Sono stati offerti innumerevoli doni, tra cui orologi musicali, automobili e un baule per bambini donato dalla città di Parigi. Tuttavia, già poco dopo la nascita, furono diffusi numerosi libelli scandalistici che mettevano in dubbio l'effettiva paternità del bambino.
Come erede designato al trono francese, fu subito insignito del titolo di cortesia di Delfino di Francia e dell'appannaggio sul Delfinato. Fu battezzato il giorno della sua nascita, nella cappella della Reggia di Versailles da Louis René Édouard de Rohan, Gran Cappellano di Francia, alla presenza di Honoré Nicolas Brocquevielle, parroco di Notre-Dame di Versailles: padrino fu l'imperatore Giuseppe II d'Austria, rappresentato da Luigi Stanislao Saverio, il futuro Luigi XVIII, e madrina era Maria Clotilde, principessa del Piemonte, rappresentata da Madame Elisabetta, sorella di Luigi XVI.
Alle 20:30, uno spettacolo di fuochi d'artificio molto bello è stato organizzato nell'area della parata, che il Re e tutta la Corte potevano vedere dal balcone della sua stanza. I principi di sangue e tutti i signori della corte ebbero l'onore di esprimere il loro rispetto verso Luigi XVI in occasione della nascita di Luigi Giuseppe da parte della Regina.

## Educazione
Circa venti persone servivano Luigi Giuseppe: due primi domestici, otto-dieci domestici comuni, una lavandaia, due camerieri, due valletti, due facchini, un parrucchiere e un barbiere.
Luigi Giuseppe fu allevato da diverse infermiere, la più famosa delle quali fu senza dubbio Geneviève Poitrine, accusata di avergli trasmesso la tubercolosi. Il re Luigi XVI sceglie di nominare un gentiluomo come suo primo servitore: Pierre-Jean de Bourcet, ex luogotenente dell'esercito reale, che gli sarà devoto fino alla morte.
Come sua sorella Maria Teresa, Luigi era molto legato ai suoi genitori. Suo padre, che seguiva molto attentamente i suoi studi, ordinò al geografo Mancelle un globo in grado di trasformarsi, mostrando così le terre galleggianti e sommerse, oltre a tutto ciò che poteva perfezionare le sue conoscenze, come tutta una serie di dipinti di pelli di bisonte. Il giovane principe fu descritto da tutti i suoi contemporanei come un bambino intelligente che sorprendeva con le sue battute. Tuttavia, Louis-Joseph fu educato a governare e mostrò anche una preferenza per il potere e una certa autorità.
Luigi XVI e Maria Antonietta erano genitori molto preoccupati per l'educazione dei loro figli, ma erano troppo ottimisti sulla salute del giovane Luigi Giuseppe e la regina pensò di sposarlo con sua nipote Maria Amalia due Sicilie nata nel 1782.

## Malattia
Con cattive condizioni di salute fin dalla tenera età, nel 1784 la salute di Louis-Joseph iniziò a peggiorare. Ben presto comparvero i sintomi della tubercolosi ossea, che indebolirono il suo corpo, deformarono la sua colonna vertebrale e lo resero estremamente infelice. Si ritiene che la sua vaccinazione contro il vaiolo avesse qualcosa a che fare con questo, Louis Joseph sembrava essere indebolito da questo calvario. Nonostante la sua malattia, il ragazzo si consolava con la presenza della sorella maggiore Maria Teresa, che trascorreva molto tempo con lui. Il principe mostra anche molti sentimenti nei confronti di suo fratello, il duca di Normandia, che è molto felice di ammirare nella culla. Luigi Giuseppe si lamenta raramente, è sempre educato e sorride ai genitori e a coloro che lo circondano. Nel tentativo di farlo stare meglio, fu trasferito nel castello di Meudon, dove si riteneva che ci fosse un'aria più salubre di quella di Versailles. Dove Maria Antonietta trascorre la maggior parte del tempo vegliando su suo figlio.
All'inizio del 1789, Luigi Giuseppe perse la flessibilità delle braccia e delle gambe e fu permanentemente confinato a letto, dove dovette indossare un corsetto che avrebbe dovuto raddrizzare la sua colonna vertebrale deformata. Le sue rare uscite in giardino le trascorre su una sedia a rotelle. Di fronte alle condizioni del figlio, la regina era al suo peggio. Sapeva che suo figlio era spacciato.
Le sue condizioni di salute peggiorarono sensibilmente poco dopo l'apertura degli Stati Generali del 1789. Nonostante gli impegni di stato, Luigi XVI e sua moglie continuarono ad occuparsi il più possibile del figlio morente, che, ormai stremato dalla malattia, si spense a Meudon sotto gli occhi di Maria Antonietta, all'età di sette anni e mezzo, il 4 giugno 1789. Luigi Giuseppe è morto all'una al castello di Meudon con la totale disperazione dei suoi genitori. Fu l'ultimo principe a vivere in questo castello. Il re e la regina vegliarono per tutta la notte sul figlio defunto, ma le regole dell'etichetta reale non permisero loro di assistere ai funerali celebrati nella basilica di Saint-Denis. Le finanze del regno erano a tal punto compromesse che, per pagare nell'immediato le esequie, fu necessario vendere l'argenteria di palazzo.
La sua morte, che sarebbe stata normalmente pianta a livello nazionale, fu praticamente ignorata dal popolo francese, che invece pensava alle successive riunioni degli Stati generali, con la speranza di un miglioramento sociale. A proposito di ciò, Maria Antonietta esclamò: «Mio figlio è morto e pare che non importi a nessuno!».
Con la sua morte, il titolo di delfino passò a suo fratello minore Luigi Carlo, che sopravvisse a suo padre e morì in prigione nel 1795, all'età di dieci anni. Durante la rivoluzione francese, anche la tomba di Luigi Giuseppe fu profanata. I suoi resti riposano adesso nell'ossario reale della basilica di Saint-Denis.

## Eredità
La contea di Dauphin, in Pennsylvania, prende il nome da Luigi Giuseppe. L'assemblea legislativa, riunita a Filadelfia nel 1785, ringraziò la Francia per l'aiuto nella vittoria americana per la sua indipendenza dalla Gran Bretagna, chiamando "Dauphin" la nuova contea formatasi a nord-ovest di Lancaster e a nord di York, il cui capoluogo è Harrisburg.

## Ascendenza
|                                     |                    |                                               | Genitori                                     |  |  | Nonni |  |  | Bisnonni            |  |  | Trisnonni                                    |  |
|                                     |                    |                                               |                                              |  |  |       |  |  | Luigi XV di Francia |  |  | Luigi, Delfino di Francia e Duca di Borgogna |  |
|                                     |                    |                                               |                                              |  |  |       |  |  | Luigi XV di Francia |  |  | Luigi, Delfino di Francia e Duca di Borgogna |  |
|                                     |                    | Maria Adelaide di Savoia                      |                                              |  |  |       |  |  | Luigi XV di Francia |  |  |                                              |  |
| Luigi Ferdinando di Borbone-Francia |                    |                                               |                                              |  |  |       |  |  | Luigi XV di Francia |  |  |                                              |  |
|                                     |                    | Maria Leszczyńska                             | Stanislao Leszczyński                        |  |  |       |  |  |                     |  |  |                                              |  |
|                                     |                    | Maria Leszczyńska                             | Stanislao Leszczyński                        |  |  |       |  |  |                     |  |  |                                              |  |
|                                     |                    | Maria Leszczyńska                             | Caterina Opalińska                           |  |  |       |  |  |                     |  |  |                                              |  |
| Luigi XVI di Francia                |                    | Maria Leszczyńska                             |                                              |  |  |       |  |  |                     |  |  |                                              |  |
|                                     |                    | Augusto III di Polonia                        | Augusto II di Polonia                        |  |  |       |  |  |                     |  |  |                                              |  |
|                                     |                    | Augusto III di Polonia                        | Augusto II di Polonia                        |  |  |       |  |  |                     |  |  |                                              |  |
|                                     |                    | Augusto III di Polonia                        | Cristiana Eberardina di Brandeburgo-Bayreuth |  |  |       |  |  |                     |  |  |                                              |  |
| Maria Giuseppina di Sassonia        |                    | Augusto III di Polonia                        |                                              |  |  |       |  |  |                     |  |  |                                              |  |
|                                     |                    | Maria Giuseppa d'Austria                      | Giuseppe I d'Asburgo                         |  |  |       |  |  |                     |  |  |                                              |  |
|                                     |                    | Maria Giuseppa d'Austria                      | Giuseppe I d'Asburgo                         |  |  |       |  |  |                     |  |  |                                              |  |
|                                     |                    | Maria Giuseppa d'Austria                      | Guglielmina Amalia di Brunswick-Lüneburg     |  |  |       |  |  |                     |  |  |                                              |  |
| Luigi Giuseppe, Delfino di Francia  |                    | Maria Giuseppa d'Austria                      |                                              |  |  |       |  |  |                     |  |  |                                              |  |
|                                     | Leopoldo di Lorena | Carlo V di Lorena                             |                                              |  |  |       |  |  |                     |  |  |                                              |  |
|                                     | Leopoldo di Lorena | Carlo V di Lorena                             |                                              |  |  |       |  |  |                     |  |  |                                              |  |
|                                     | Leopoldo di Lorena | Eleonora Maria Giuseppina d'Austria           |                                              |  |  |       |  |  |                     |  |  |                                              |  |
| Francesco I di Lorena               | Leopoldo di Lorena |                                               |                                              |  |  |       |  |  |                     |  |  |                                              |  |
|                                     |                    | Elisabetta Carlotta di Borbone-Orléans        | Filippo I di Borbone-Orléans                 |  |  |       |  |  |                     |  |  |                                              |  |
|                                     |                    | Elisabetta Carlotta di Borbone-Orléans        | Filippo I di Borbone-Orléans                 |  |  |       |  |  |                     |  |  |                                              |  |
|                                     |                    | Elisabetta Carlotta di Borbone-Orléans        | Elisabetta Carlotta del Palatinato           |  |  |       |  |  |                     |  |  |                                              |  |
| Maria Antonietta d'Asburgo-Lorena   |                    | Elisabetta Carlotta di Borbone-Orléans        |                                              |  |  |       |  |  |                     |  |  |                                              |  |
|                                     |                    | Carlo VI d'Asburgo                            | Leopoldo I d'Asburgo                         |  |  |       |  |  |                     |  |  |                                              |  |
|                                     |                    | Carlo VI d'Asburgo                            | Leopoldo I d'Asburgo                         |  |  |       |  |  |                     |  |  |                                              |  |
|                                     |                    | Carlo VI d'Asburgo                            | Eleonora del Palatinato-Neuburg              |  |  |       |  |  |                     |  |  |                                              |  |
| Maria Teresa d'Austria              |                    | Carlo VI d'Asburgo                            |                                              |  |  |       |  |  |                     |  |  |                                              |  |
|                                     |                    | Elisabetta Cristina di Brunswick-Wolfenbüttel | Luigi Rodolfo di Brunswick-Lüneburg          |  |  |       |  |  |                     |  |  |                                              |  |
|                                     |                    | Elisabetta Cristina di Brunswick-Wolfenbüttel | Luigi Rodolfo di Brunswick-Lüneburg          |  |  |       |  |  |                     |  |  |                                              |  |
|                                     |                    | Elisabetta Cristina di Brunswick-Wolfenbüttel | Cristina Luisa di Oettingen-Oettingen        |  |  |       |  |  |                     |  |  |                                              |  |
|                                     |                    | Elisabetta Cristina di Brunswick-Wolfenbüttel |                                              |  |  |       |  |  |                     |  |  |                                              |  |

## Galleria d'immagini

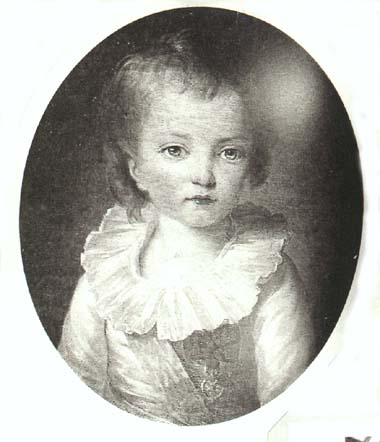
Luigi Giuseppe.
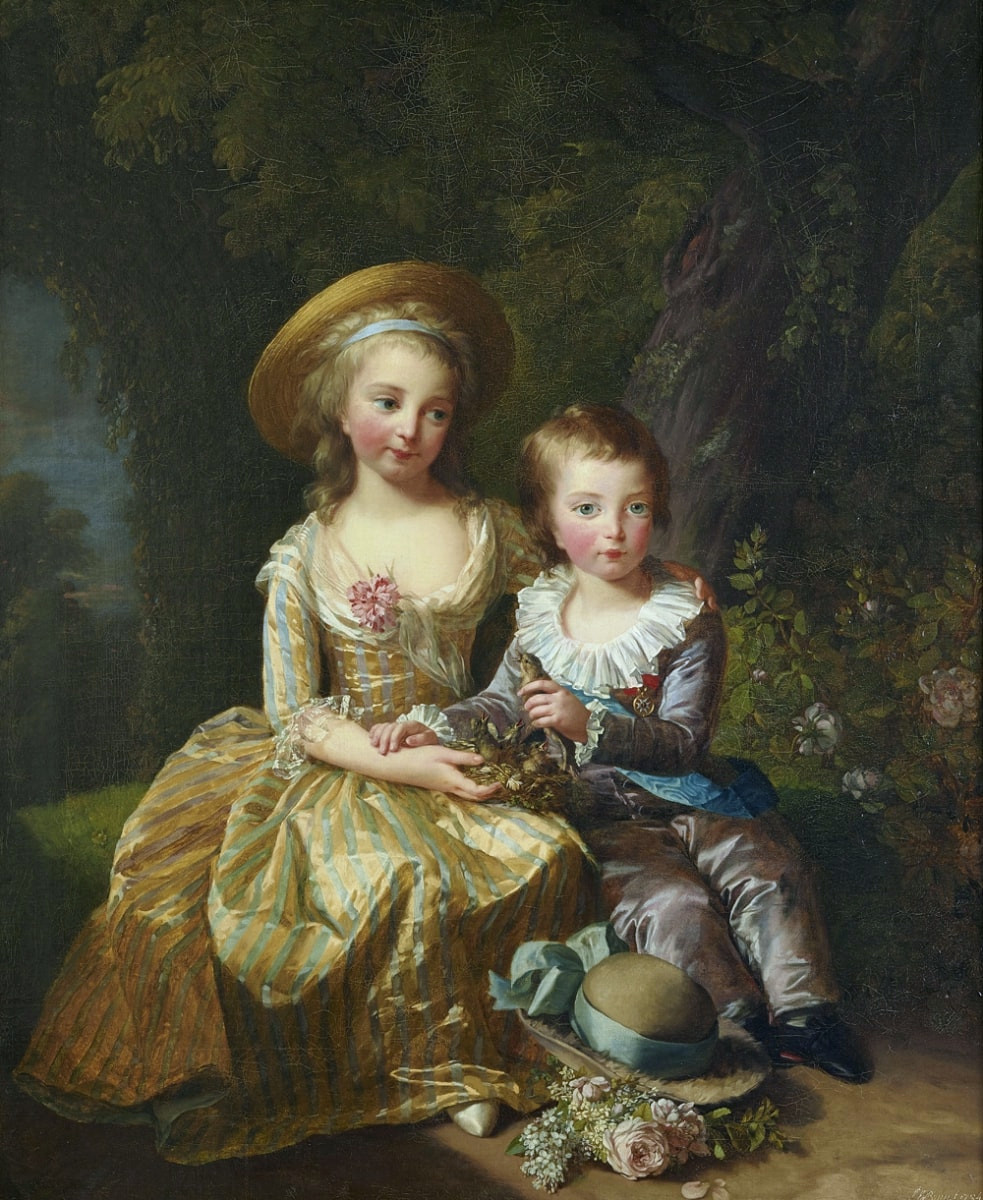
I bambini di Maria Antonietta, Maria Teresa Carlotta, detta Madame Royale, e Luigi Giuseppe, delfino di Francia. Dipinto di Élisabeth Vigée Le Brun (1784).
Ritratto di Maria Antonietta e i suoi figli. Dipinto di Élisabeth Vigée Le Brun (1787).
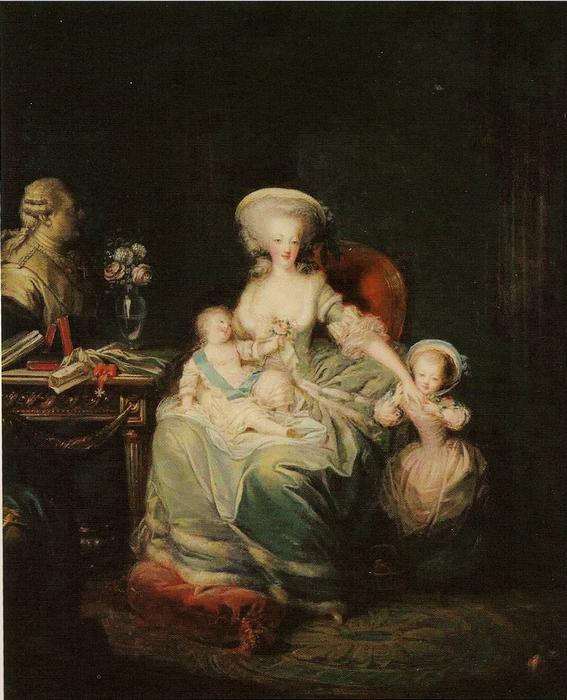
Maria Antonietta con il figlio Luigi Giuseppe, Delfino di Francia, e la figlia Madame Royale si vedono attraverso il busto di Luigi XVI nel (1781).
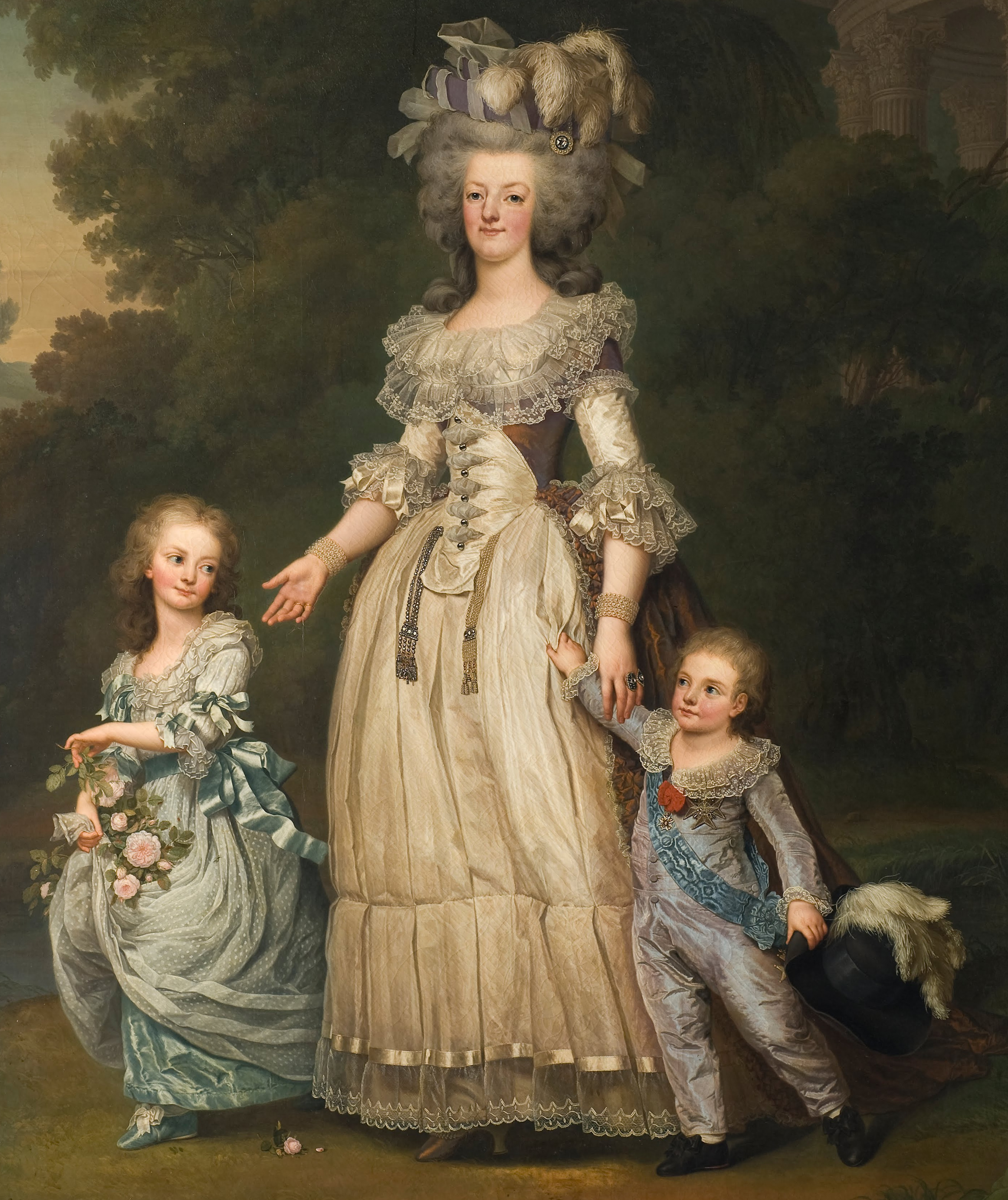
Luigi Giuseppe con la madre, Maria Antonietta, sorella maggiore Maria Teresa Carlotta nei giardini del Petit Trianon, di Adolf Ulrik Wertmüller (1785).
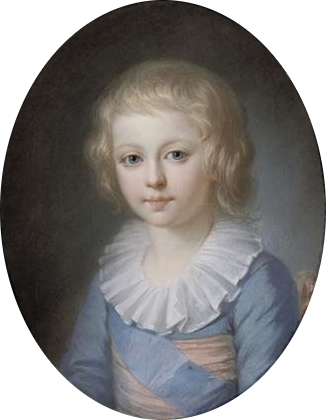
Luigi Giuseppe, Delfino di Francia: Ritratto della Scuola Francese.
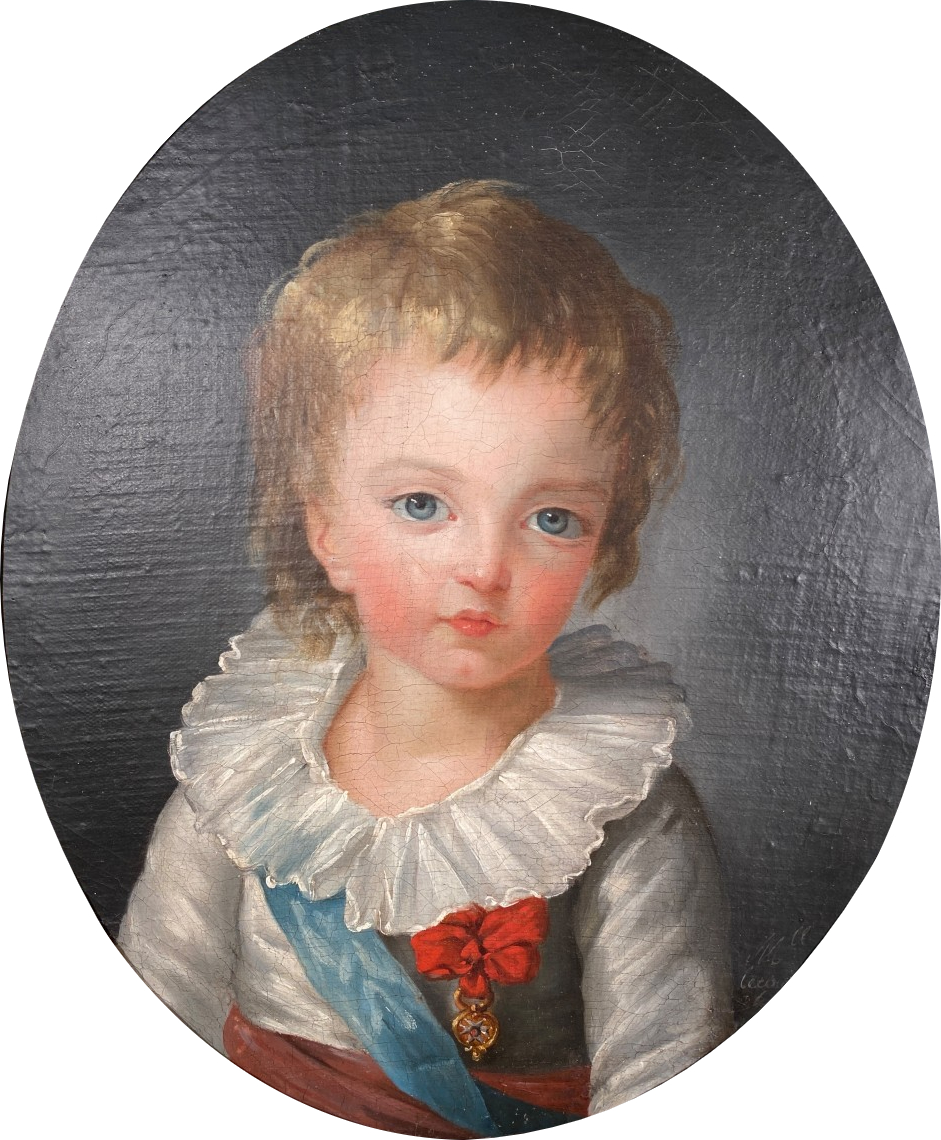
Versione a colori del dipinto di Marie-Guillemine Benoist.
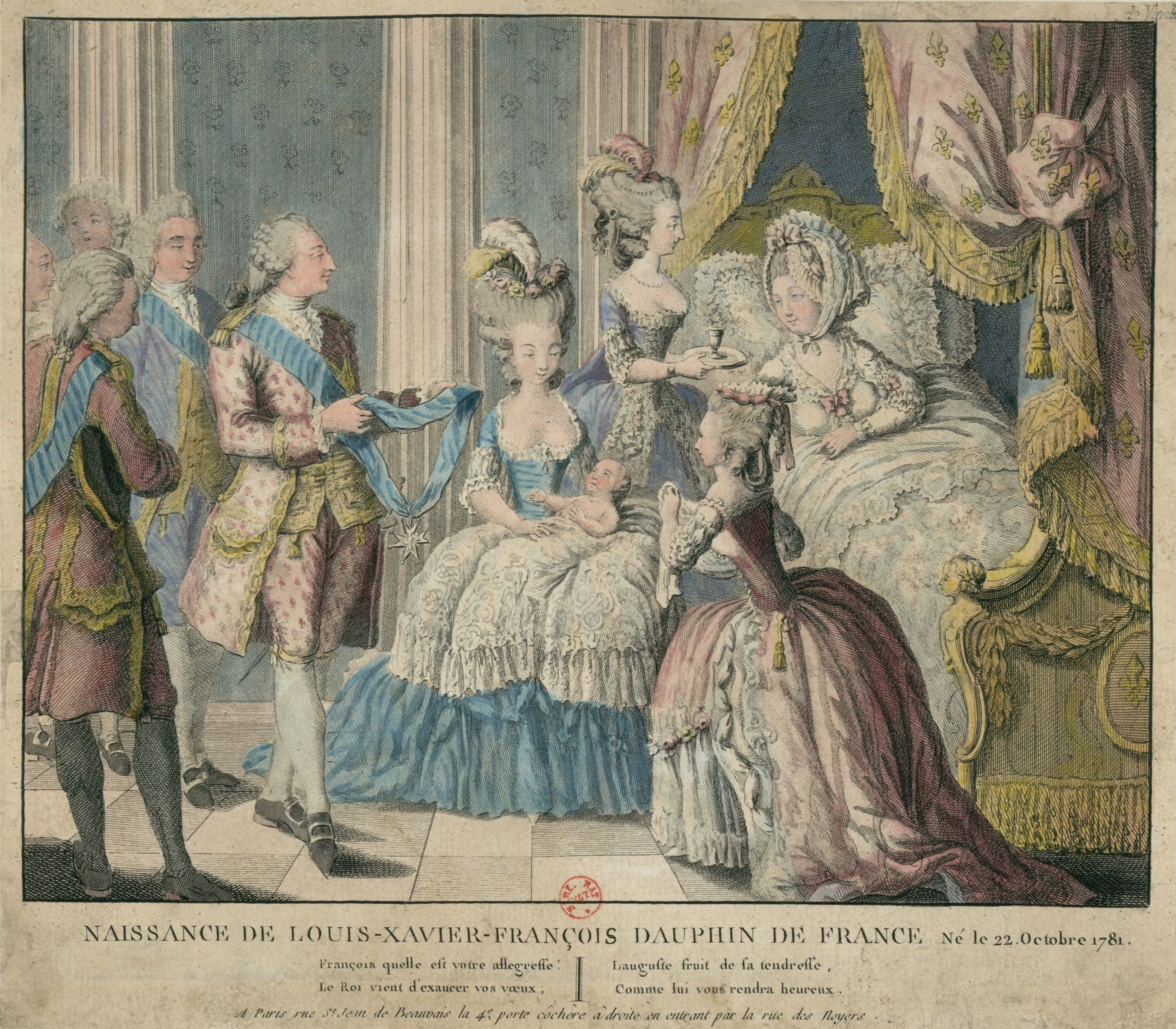
Nascita di Luigi Giuseppe (1781).
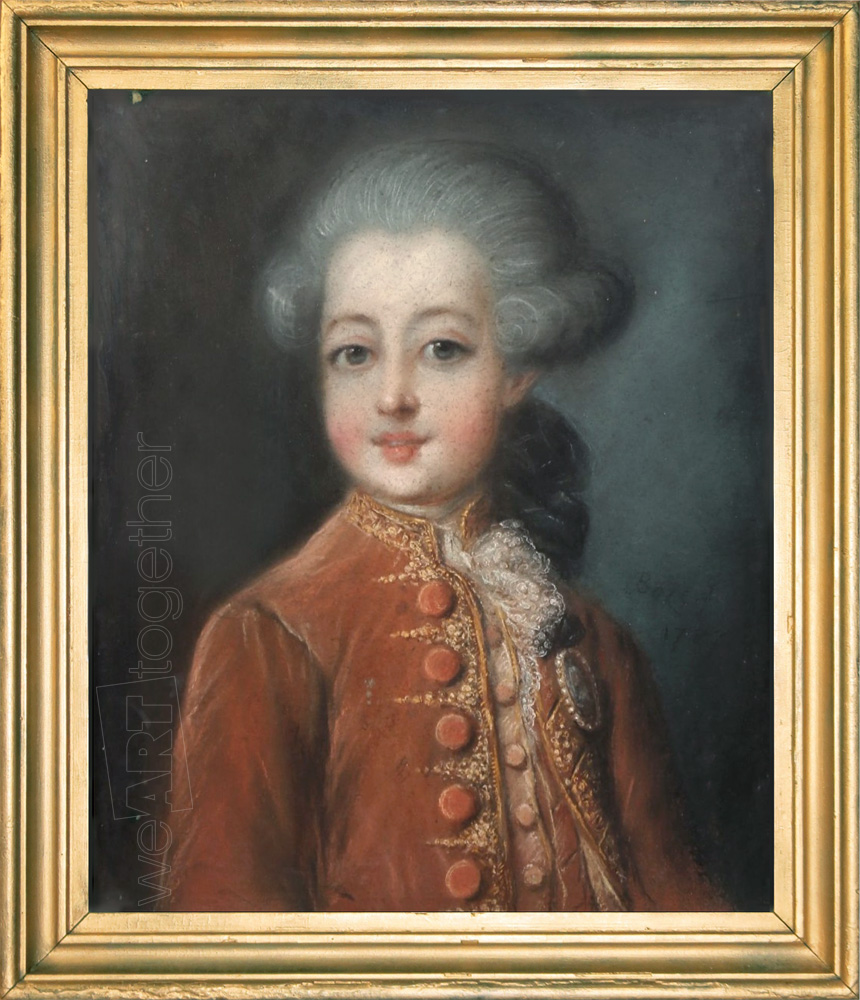
Ritratto del Delfino Luigi Giuseppe di Francia, di Joseph Boze (1787).
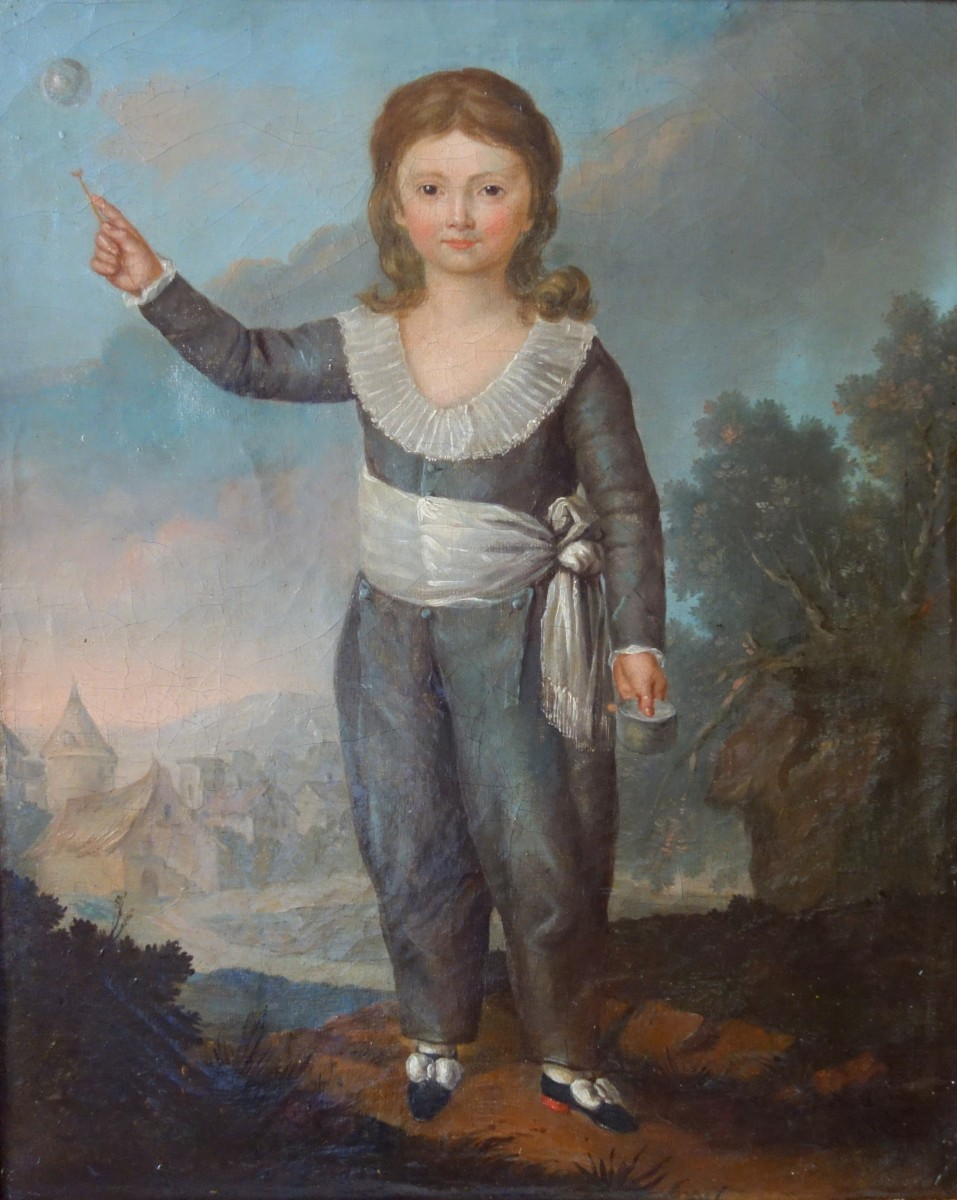
Luigi Giuseppe (Il bambino sembra rigido, forse a causa del corsetto che è costretto a indossare).
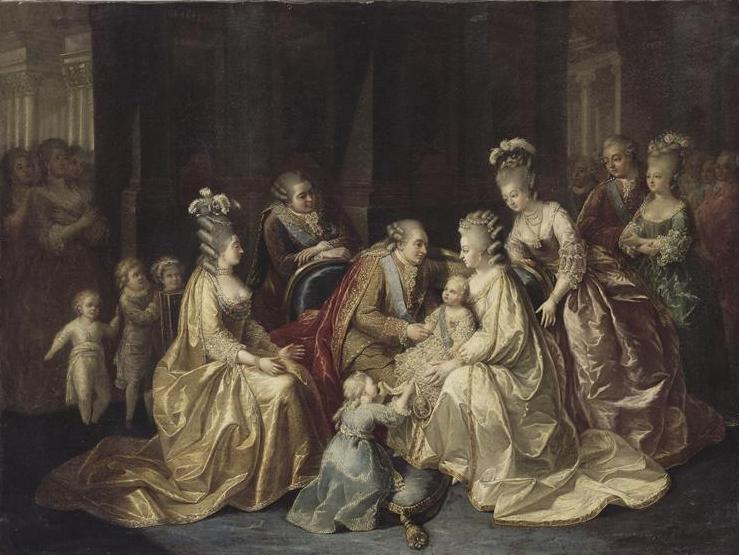
La famiglia riunita intorno al Delfino Luigi Giuseppe, anonimo (1782).
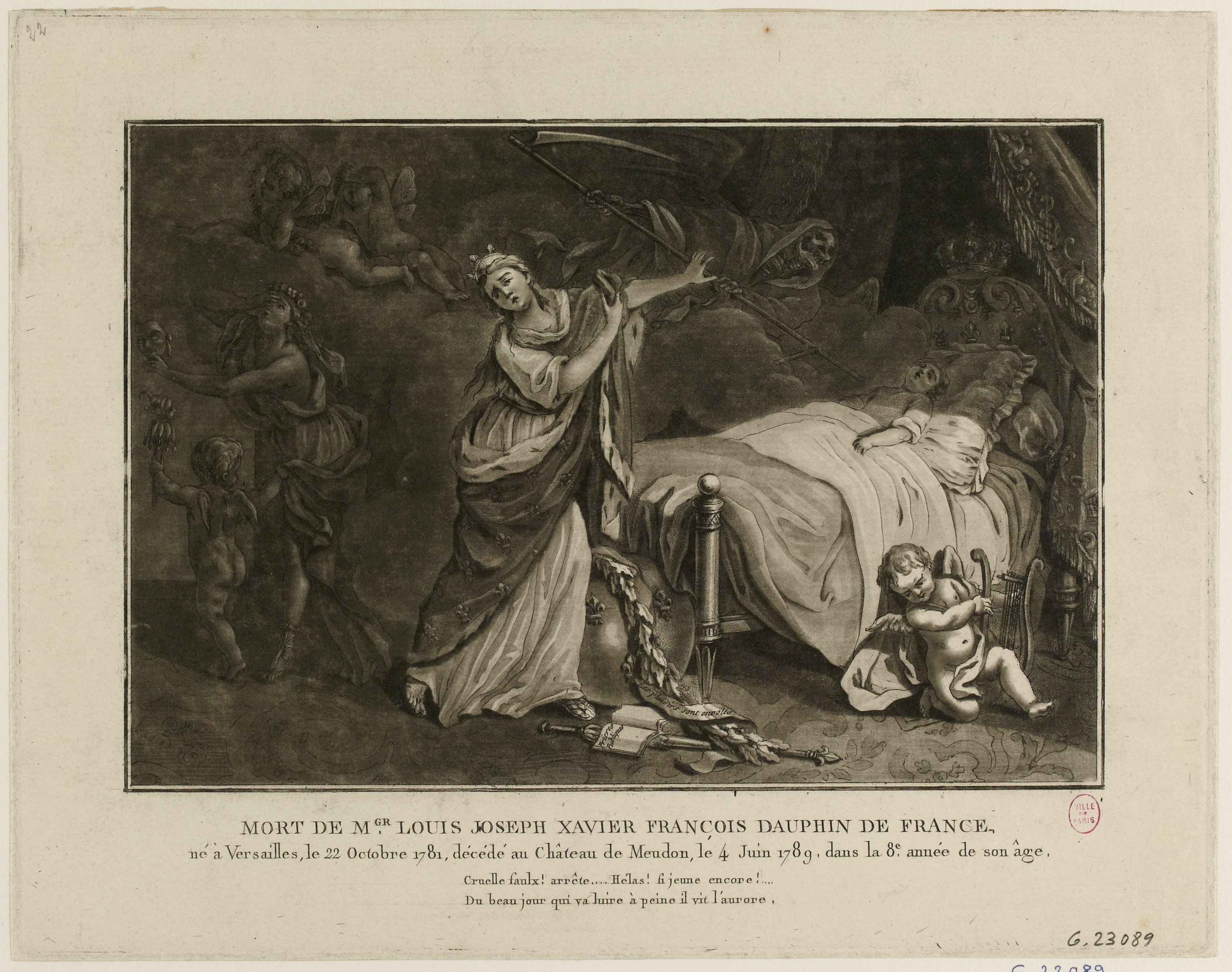
La morte di Luigi Giuseppe Saverio Francesco (1781-1789), il 4 giugno 1789.
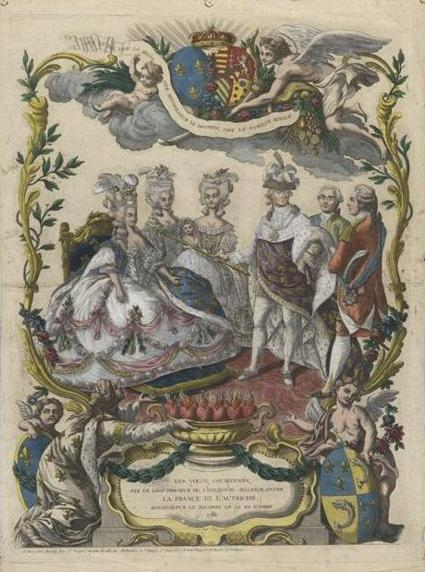
La favola della nascita del Delfino Luigi Giuseppe, il 22 ottobre 1781.
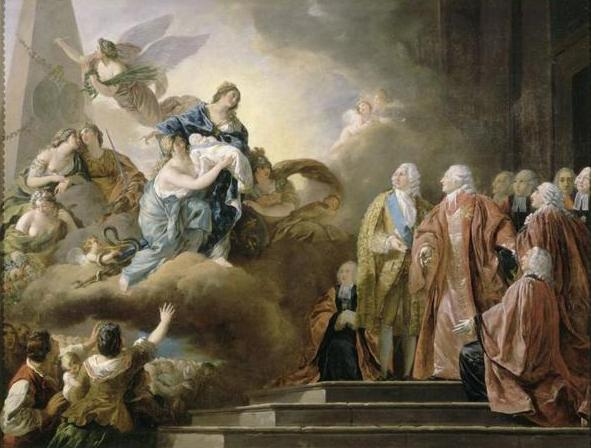
Il dipinto allegorico della nascita di Luigi Giuseppe, il 22 ottobre 1781 di Guillaume Ménageot.
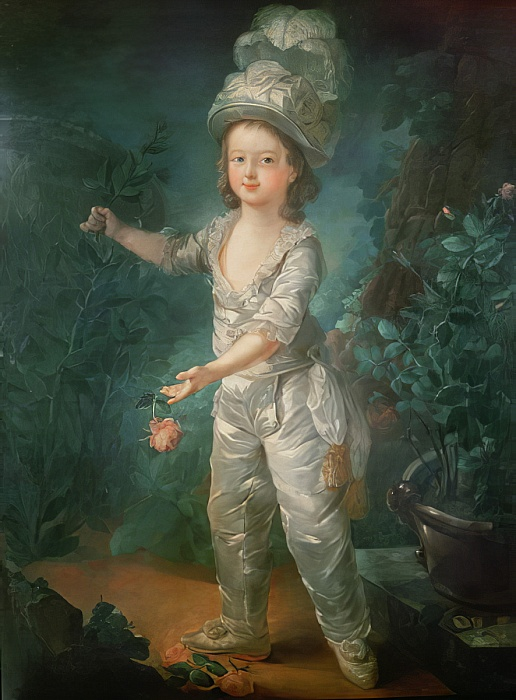
Ritratto del Delfino Luigi Giuseppe.
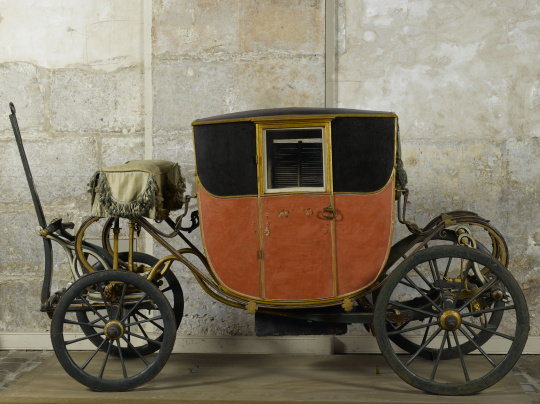
Carrozza di Luigi Giuseppe.
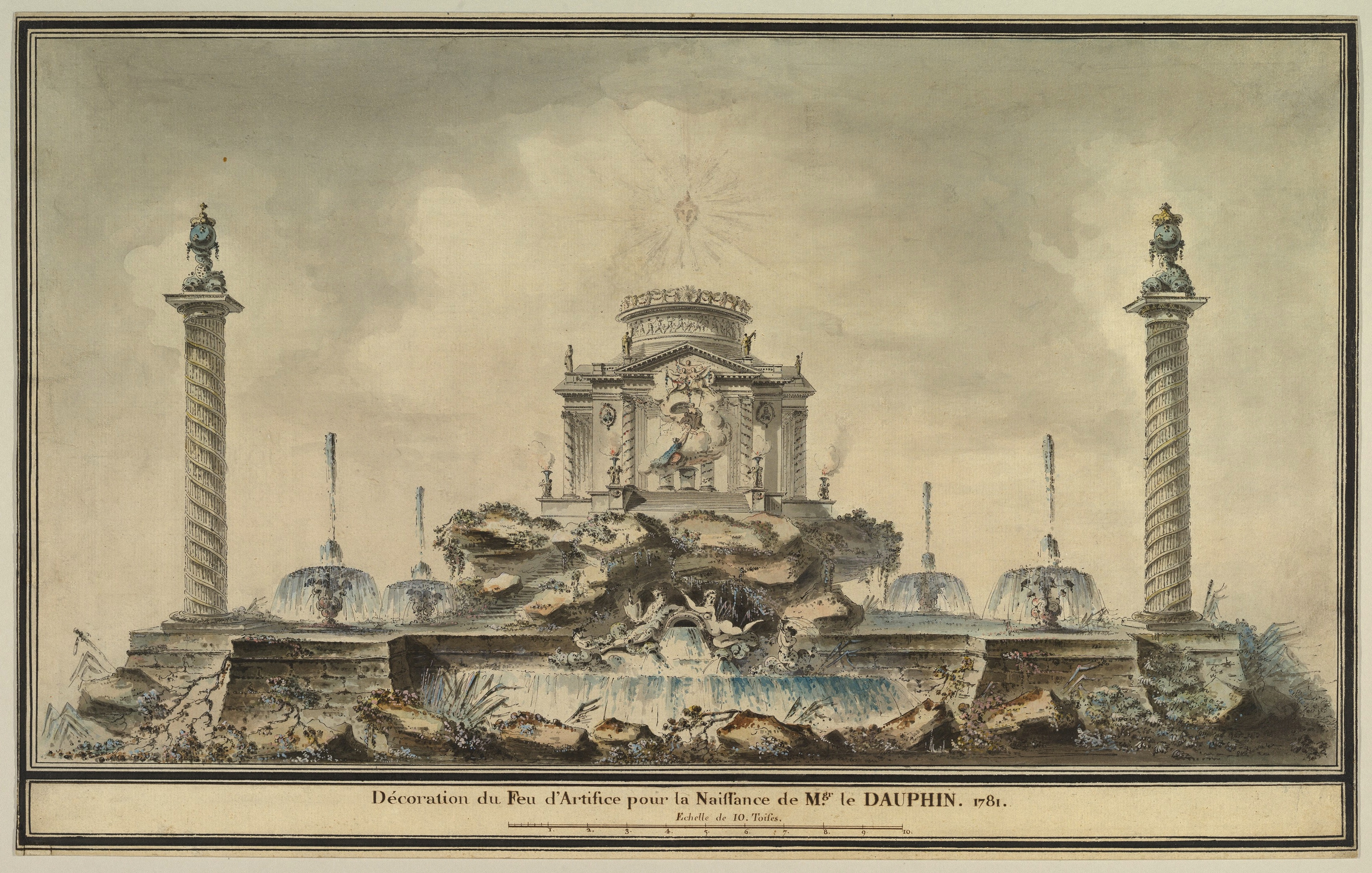
Progetto per uno spettacolo di fuochi d'artificio di fuochi d'artificio a Parigi in occasione del compleanno di Luigi Giuseppe nel 1781
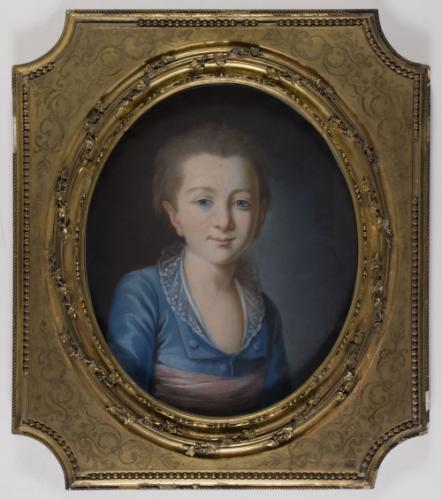
Ritratto che si dice essere di Luigi Giuseppe.
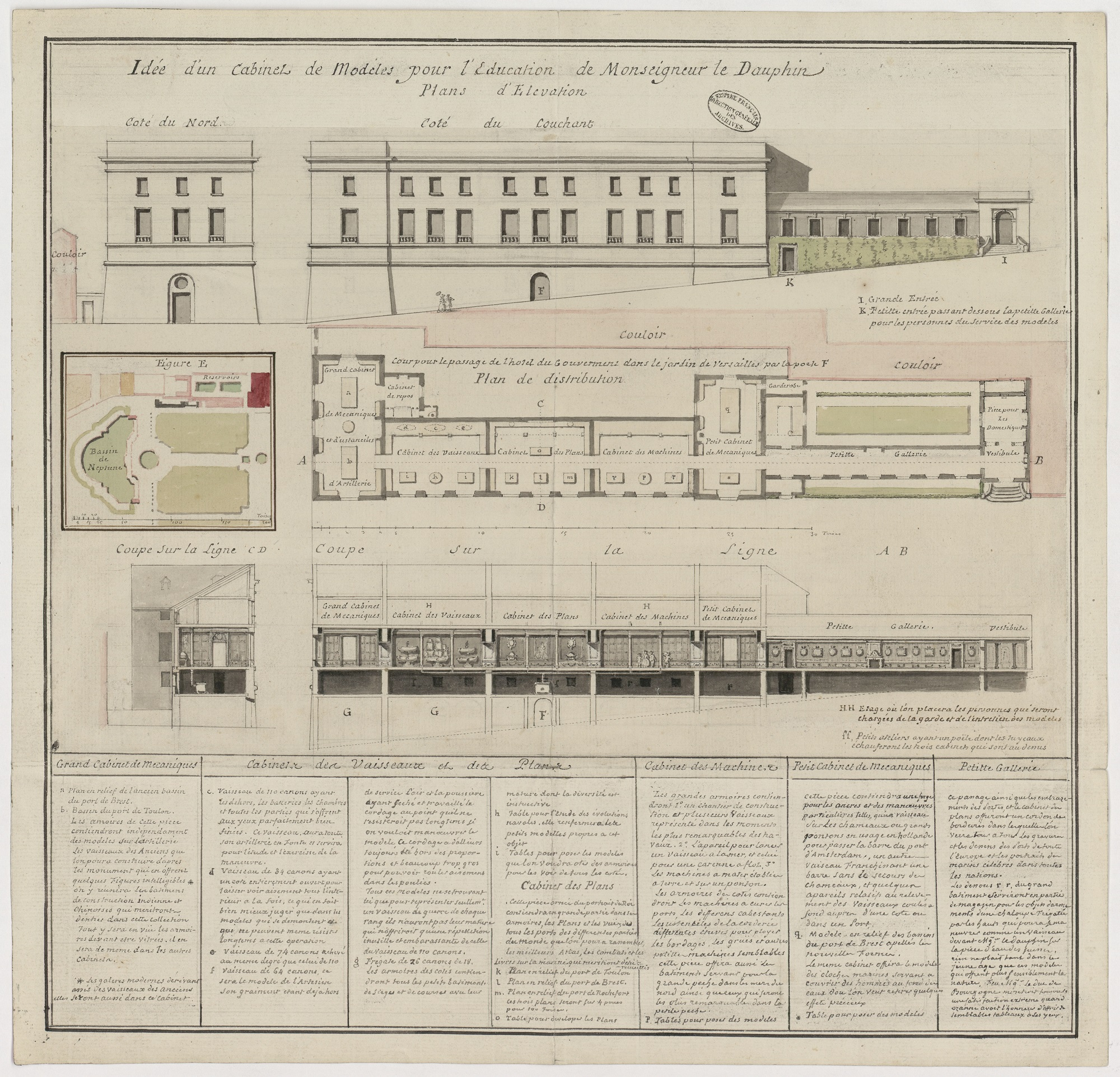
Idee per il modello educativo di Luigi Giuseppe